# Komarowa (obwód tiumeński)
Komarowa (ros. Комарова) – wieś (dieriewnia) w Rosji, w obwodzie tiumeńskim, w rejonie zawodoukowskim. W 2010 liczyła 109 mieszkańców.